# Seth L. Milliken

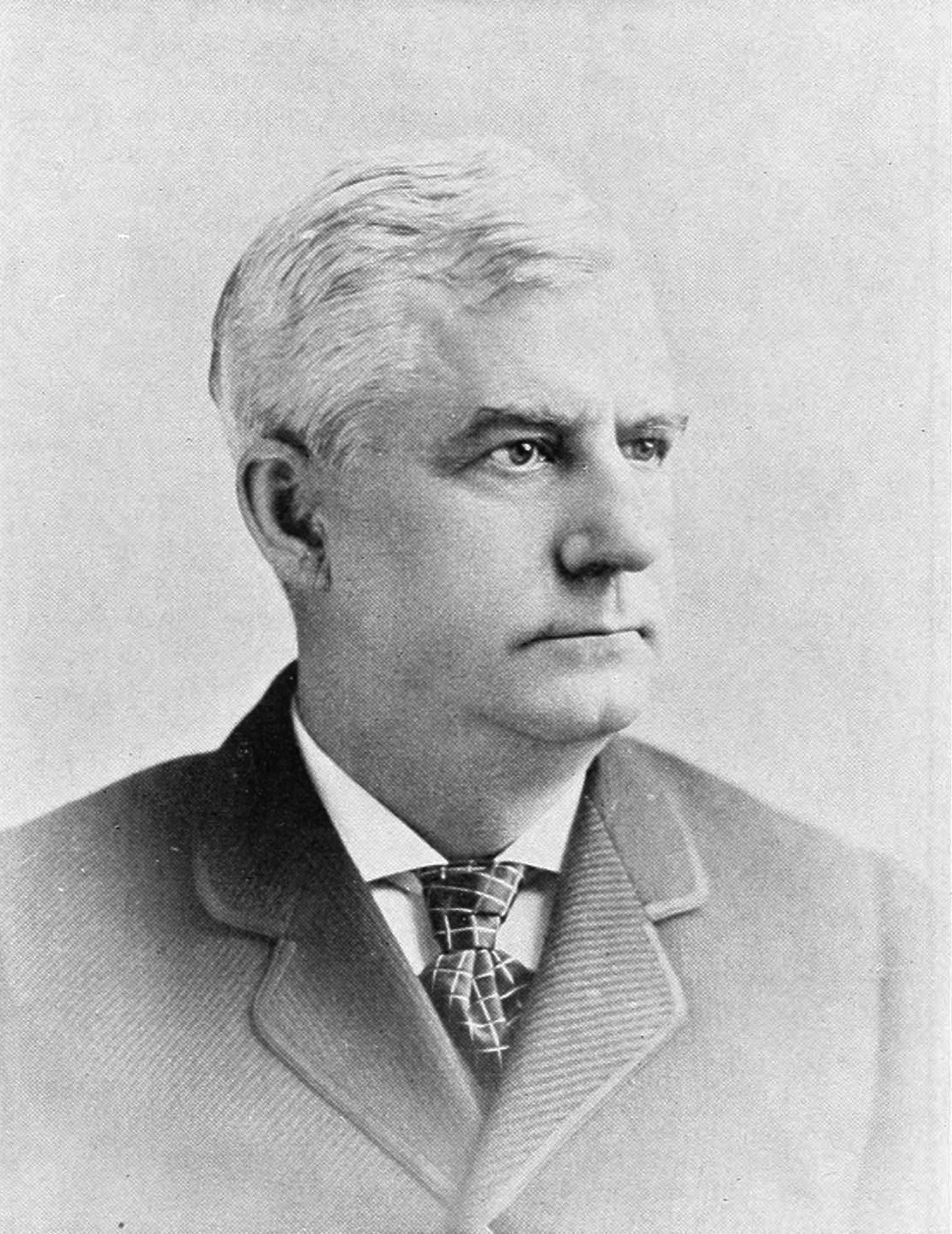
Seth L. Milliken

Seth Llewellyn Milliken (* 12. Dezember 1831 in Montville, Waldo County, Maine; † 18. April 1897 in Washington, D.C.) war ein US-amerikanischer Politiker. Zwischen 1883 und 1897 vertrat er den Bundesstaat Maine im US-Repräsentantenhaus.

## Werdegang
Seth Milliken besuchte die öffentlichen Schulen seiner Heimat und das Waterville College. Danach studierte er bis 1856 am Union College in Schenectady (New York). Politisch wurde Milliken Mitglied der Republikanischen Partei. In den Jahren 1857 und 1858 saß er als Abgeordneter im Repräsentantenhaus von Maine. Dann zog er nach Belfast.
Zwischen 1859 und 1871 war Milliken Angestellter am Obersten Gerichtshof von Maine. Er studierte selbst Jura und wurde im Jahr 1871 als Anwalt zugelassen, hat aber nicht in diesem Beruf gearbeitet. In den Jahren 1876 und 1884 war er Delegierter zu den jeweiligen Republican National Conventions, auf denen Rutherford B. Hayes und später James G. Blaine als Präsidentschaftskandidaten nominiert wurden.
1882 wurde Milliken im dritten Wahlbezirk von Maine in das US-Repräsentantenhaus in Washington gewählt. Dort trat er am 4. März 1883 die Nachfolge von Stephen Lindsey an. Nach sieben Wiederwahlen konnte er bis zu seinem Tod am 18. April 1882 im Kongress verbleiben. Dabei war er zeitweise Vorsitzender des Ausschusses, der sich mit öffentlichen Liegenschaften befasste.